# Melaaz
Melaaz Benacer, née en 1973 en Algérie, est une rappeuse franco-algérienne.

## Biographie

### Enfance et formation
Melaaz Benacer est née en Algérie en 1973. Elle arrive en France à trois ans sa famille s'installe à Créteil dans le Val-de-Marne. Puis, après des débuts comme danseuse et un passage par plusieurs collectifs hip-hop elle intègre le Posse 501.

### Carrière musicale
Au début des années 1990, elle débute dans le rap en participant à deux titres sur le premier album de MC Solaar (Qui sème le vent récolte le tempo), Bouge de là et Caroline. En tournée avec MC Solaar en 1991, elle continue d’écrire et enregistre plusieurs chansons avec Jimmy Jay puis elle signe avec le label BMG pour préparer son premier album (Melaaz) qui sort quatre ans plus tard en 1995.
Melaaz, « album personnel, original », produit par Jimmy Jay et composé de quinze titres, n’a pas de succès et ce malgré la qualité de l’album. Le titre "Le seul Remède" est produit par Rud Lion. À sa sortie il est qualifié par la critique de « curieux », « entre ragga et soul, entre grand public et underground ». Bettina Ghio précise que son flow particulier (entre raggamuffin et R’n’B), combiné à sa « plume sensible », produit un rap calme et détendu —  classé en rap conscient par Trace TV. 
D’origine kabyle, Melaaz propose avec Lhena un morceau aux sonorités arabes, sorte de fusion entre funk ragga et musique orientale. Elle interprète La maladie de la mélodie — chanson personnelle qui évoque « l’incompréhension de la jeunesse » — sur France 2 le 15 février 1996 pour l’émission Le Cercle de minuit. La chanson Je marche en solitaire est aussi présente sur la compilation Génération rap en 1995. 
Par la suite elle collabore notamment avec Assassin (Ecrire contre l’oubli (1996)) et Alias J (Laissez-les faire (1998)).

## Participations
sages poètes de la rue : Danny Dan , Zoxea , melopheelo.
1994 : Compilation "Ghetto Youth Progress"